# Cyathea trachypoda
Cyathea trachypoda är en ormbunkeart som beskrevs av Cornelis Rugier Willem Karel van Alderwerelt van Rosenburgh. Cyathea trachypoda ingår i släktet Cyathea och familjen Cyatheaceae. Inga underarter finns listade.